# 迪欧什维斯洛
迪欧什维斯洛，是匈牙利巴兰尼亚州所辖的一个村。总面积15.81平方公里，总人口725，人口密度45.9人/平方公里（2011年1月1日）。